# Kusuo Kitamura
Kusuo Kitamura (japonès: 北村久寿雄)  (Kōchi, 9 d'octubre de 1917 - 6 de juny de 1996) va ser un nedador japonès que va competir durant la dècada de 1930.
El 1932 va prendre part en els Jocs Olímpics de Los Angeles, on va guanyar la medalla d'or en els 1.500 metres lliures del programa de natació. Amb 14 anys i 309 dies es convertí en el nedador més jove en guanyar un or olímpic. Aquest rècord es va mantenir vigent fins als Jocs de Seül de 1988, quan l'hongaresa Krisztina Egerszegi guanyà l'or en els 200 metres esquena. Amb tot, Kitamaura continua sent el nedador masculí més jove en guanyar un or en natació.
Després dels Jocs Kitamura abandonà la competició i es graduà a la Universitat Imperial de Tòquio i va aconseguir feina al Ministeri de Treball japonès. Acabà treballant de cap de departament, abans de retirar-se el 1984 per convertir-se en director de l'empresa Sumitomo Cement.